# Bonnefamille
Bonnefamille is een gemeente in het Franse departement Isère (regio Auvergne-Rhône-Alpes). De plaats maakt deel uit van het arrondissement La Tour-du-Pin. Bonnefamille telde op 1 januari 2022 1.094 inwoners.

## Geografie
De oppervlakte van Bonnefamille bedroeg op 1 januari 2022 9,43 vierkante kilometer; de bevolkingsdichtheid was toen 116 inwoners per km².

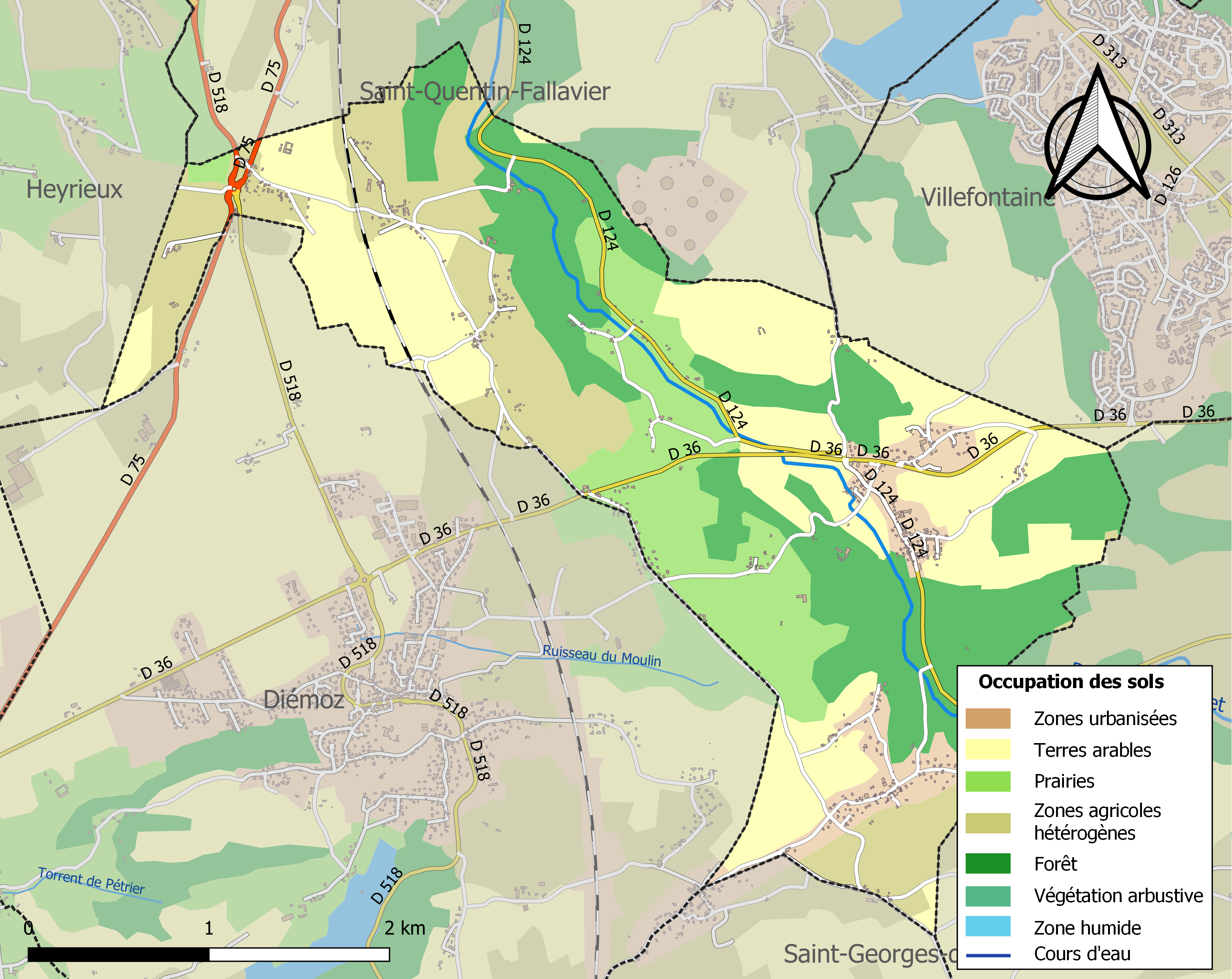
Kaart van de gemeente met de belangrijkste infrastructuur, bodemgebruik en omliggende gemeenten

## Demografie
Onderstaande figuur toont het verloop van het inwonertal (bron: INSEE-tellingen).